# 多数国間投資保証機関
多数国間投資保証機関（たすうこくかんとうしほしょうきかん、英語：Multilateral Investment Guarantee Agency）は、国際連合の専門機関。略称はMIGA。多国間投資保証機関（たこくかんとうしほしょうきかん）と表記されることもある。

## 概要
多数国間投資保証機関は、1988年4月に発足し、初代長官にはそれまで野村證券副社長を務めていた寺澤芳男が就任した。この背景には当時日本人をMIGAの長官として送り込むことを切望していた日本の大蔵大臣（当時）宮澤喜一の意向があり、寺澤と大学時代の同級生だった当時の財務官・行天豊雄が寺澤を誘ったものだという。それ以降、長官は日本人が就任している。
MIGAは国家による強制収用、通貨送金、戦争と内戦などのリスクに対する保証（長期政治的危険保証）を投資家・ドナーに提供し、開発途上国の民間投資を促進することを目的としている。また、発展途上国においては、国外からの投資を促進するため、インベスター・リレーションズ活動の支援も実施している。

## 組織
国際復興開発銀行、国際開発協会、国際金融公社、国際投資紛争解決センターとともに世界銀行グループを形成している。

## 歴代長官
| 代                       | 氏名                     | 就任                     | 退任                     | 前職                                                         |
| 多数国間投資保証機関長官 | 多数国間投資保証機関長官 | 多数国間投資保証機関長官 | 多数国間投資保証機関長官 | 多数国間投資保証機関長官                                     |
| ------------------------ | ------------------------ | ------------------------ | ------------------------ | ------------------------------------------------------------ |
| 1                        | 寺澤芳男                 | 1988年                   | 1992年                   | 野村證券副社長                                               |
| 2                        | 飯田彬                   | 1992年                   | 1998年                   | 日本貿易振興会理事                                           |
| 3                        | 井川紀道                 | 1998年                   | 2004年                   | 大蔵省国際金融局次長                                         |
| 4                        | 大村由紀子               | 2004年                   | 2008年                   | エイズ予防基金代表                                           |
| 5                        | 小林いずみ               | 2008年                   | 2013年                   | メリルリンチ日本証券社長                                     |
| 6                        | 本田桂子                 | 2013年                   | 2019年                   | マッキンゼー・アンド・カンパニーアジア部門シニア・パートナー |
| 7                        | 俣野弘                   | 2019年                   | 現職                     | 東銀リース常務執行役員                                       |